# Bouge de là
Singles de MC Solaar
Caroline
(1991)
Bouge de là est une chanson de MC Solaar sortie en 1990, considérée comme le premier grand tube du rap français. Jusque-là, les seuls tubes de rap français sont des imitations du rap américain de l'époque. Le tube de MC Solaar réussit le métissage entre l'héritage de la chanson française et les sons nouveaux du rap américain.
Dans la chanson, le ton est volontiers humoristique. Le chanteur parle de ses rencontres avec différentes personnes qui lui ont toutes dit « Bouge de là » après avoir été vexées par une phrase maladroite du rappeur. 
L'instrumental est un sample du morceau du groupe Cymande, The Message, datant de 1973, que le rappeur américain Masta Ace a lui aussi samplé sur le morceau Me & the Biz, produit en 1989 et sorti en 1990.
Classé durant quatorze semaines consécutives au Top 50, Bouge de là se classe d'emblée, le 27 juillet 1991, à la 40e position du classement et atteint la 22e place au cours de la semaine du 28 septembre 1991, soit sa dixième semaine de présence au Top. Il se vend à plus de 40 000 exemplaires.
Le morceau est enregistré et mixé par Philippe Zdar assisté d'Étienne de Crécy.

## Reprises
Paradoxalement, peu de reprises, à part celle de Gilbert Montagné en 1997.